# Naoki Yokomizo

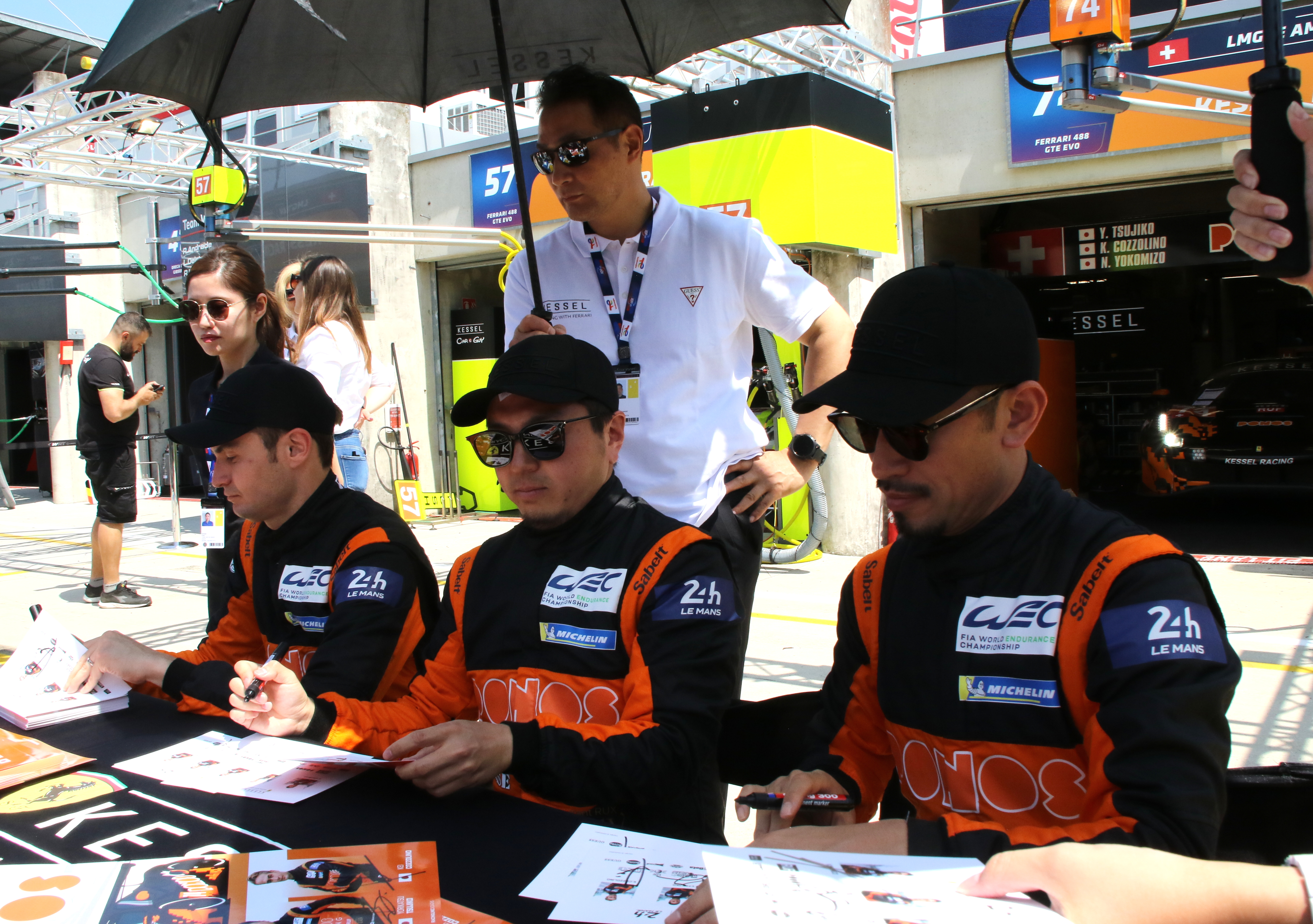
Naoki Yokomizo (rechts) neben Yorikatsu Tsujiko (Mitte) und Kei Cozzolino 2023 in Le Mans

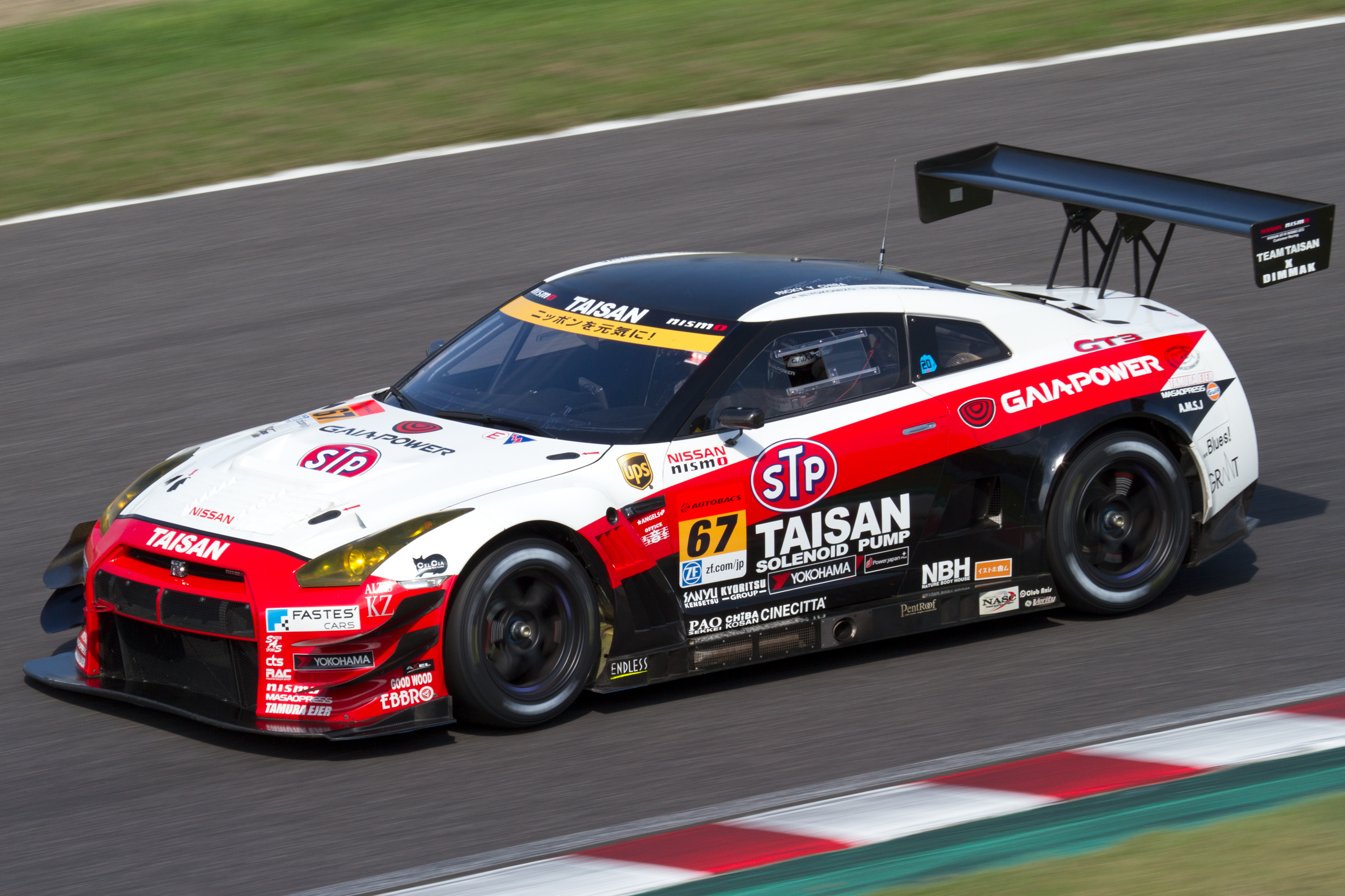
Der von Naoki Yokomizo 2014 in der Super GT gefahrene Nissan GT-R Nismo GT3

Naoki Yokomizo (jap. 横溝 直樹, Yokomizo Naoki; * 27. Juni 1980 in der Präfektur Kanagawa) ist ein japanischer Autorennfahrer.

## Karriere als Rennfahrer
Naoki Yokomiza fuhr in den frühen 2000er-Jahren in seinem Heimatland Monopostorennen. Er startete in der Formula Toyota, der Formel Nippon und der japanischen Formel-3-Meisterschaft. Seine größten Erfolge bei den einsitzigen Rennwagen war der Sieg in der Formula Toyota 2001 und der dritte Rang hinter Ronnie Quintarelli und João Paulo de Oliveira in der Formel-3-Meisterschaft 2004.
2010 wechselte er in den GT-Sport und wurde zum regelmäßigen Starter in der japanischen Super GT, wo er 2012 gemeinsam mit Kyosuke Mineo auf einem Porsche 997 GT3-R die GT300-Klasse gewann. Ein Jahr später siegte er in der GTE-Klasse der Asian Le Mans Series 2013. 2023 kam er zum ersten Mal zum Rennfahren nach Europa, um im Alter von 43 Jahren sein Debüt beim 24-Stunden-Rennen von Le Mans zu geben. Er beendete das Rennen an der 38. Stelle der Gesamtwertung.

## Statistik

### Le-Mans-Ergebnisse
| Jahr | Team          | Fahrzeug            | Teamkollege       | Teamkollege   | Platzierung | Ausfallgrund |
| ---- | ------------- | ------------------- | ----------------- | ------------- | ----------- | ------------ |
| 2023 | Kessel Racing | Ferrari 488 GTE Evo | Yorikatsu Tsujiko | Kei Cozzolino | Rang 38     |              |

### Einzelergebnisse in der FIA-Langstrecken-Weltmeisterschaft
| Saison | Team          | Rennwagen       | 1   | 2   | 3   | 4   | 5   | 6   | 7   |
| ------ | ------------- | --------------- | --- | --- | --- | --- | --- | --- | --- |
| 2023   | Kessel Racing | Ferrari 488 GTE | SEB | POR | SPA | LEM | MON | FUJ | BAH |
| 2023   | Kessel Racing | Ferrari 488 GTE | 38  |     |     |     |     |     |     |